# الشعيبة (عبس)

تعديل مصدري - تعديل

الشعيبة هي إحدى قرى عزلة بني ثواب بمديرية عبس التابعة لمحافظة حجة، بلغ تعداد سكانها 155 نسمة حسب تعداد اليمن لعام 2004.